# Грин, Рональд
Рональд Грин (англ. Ronald Green; 1940, Розо, Доминика) — политический и государственный деятель Доминики, министр просвещения, спорта и молодежи с 1995 по 2000 год. Сенатор. С 2008 года председатель Объединённой рабочей партии (United Workers' Party, UWP) и лидер оппозиции.

## Биография
Родился в известной доминикской семье. В 11-летнем возрасте покинул остров и отправился с родителями в Нью-Йорк (США). Окончил Городской колледж Нью-Йорка, где получил степень бакалавра в области физического воспитания и здравоохранения. Затем получил степень магистра образования в Манхэттенском колледже.
Во время учёбы и после неё в течение 6 лет учительствовал в Африке. В качестве волонтёра Корпуса мира США, работал в педагогическом колледже в Нигерии, затем преподавателем в университете Макерере в Кампале (Уганда). Позже поступил в докторантуру Колумбийского университета в США.
В 1974 году вернулся на родину в Розо, в 1978 году Рональд Грин переехал в Ла-Плен и жил в поместье своего деда.
Вступил в левую партию «Движение за новую Доминику» (MND, Movement for a New Dominica). В 1980 году был избран в местный совет деревни Ла-Плен и проработал там 16 лет.
Участвовал в деятельности различных неправительственных организаций. Сотрудничал с Доминиканским христианским советом и спортивными организациями.
В 1995 году избран депутатом парламента Доминики от Объединенной рабочей партии (UWP). В 2000 и 2005 годах переизбирался в парламент Доминики.
С 1995 по февраль 2000 года Рональд Грин занимал пост министра образования, спорта и по делам молодежи в правительстве премьер-министра в правительстве премьер-министра Эдисона Джеймса. В 2006 году стал заместителем лидера Объединённой рабочей партии (UWP). После отставки лидера партии в конце июля 2008 года стал председателем UWP. 8 августа 2008 г. был приведен к присяге как лидер оппозиции.